# 屋田渚
屋田 渚（おくだ なぎさ、1991年4月3日 - ）は、日本の元女子サッカー選手。ポジションはディフェンダー。

## 来歴
神村学園高等部に所属していた、2008年10月に、U-17女子ワールドカップに臨むU-17日本代表に選出された。大会では準々決勝を含む3試合に出場した。
卒業後は2010年にジュ ブリーレ鹿児島に加入、2シーズンプレーした。

## 代表歴
- U-17日本代表
  - 2008 FIFA U-17女子ワールドカップ; ベスト8（3試合出場）